# جماهيرية
الجماهيرية العظمى هي الاسم الرسمي لنظام الحكم في ليبيا في عهد معمر القذافي.
و ترد في الاسم الرسمي للدولة الليبية في ذلك العهد الجماهيرية العربية الليبية الشعبية الاشتراكية العظمى. وهي من أفكار العقيد معمر القذافي التي طرحها في الكتاب الأخضر، أول ورود لهذا الاسم كان في الثاني من مارس عام 1977م في وثيقة اعلان قيام سلطة الشعب.
وتعرف الجماهيرية بأنها النظام الذي يحكم فيه الناس أنفسهم دون وصاية، عن طريق المؤتمرات الشعبية الأساسية؛ أي على المستوى الأساسي للمكان سواء كانت المدينة أو القرية أو الحى السكني (الكومونة الجماهيرية). ويقسم الناس في كل منطقة إلى مؤتمرات شعبية أساسية (تختار أمانتها لتسيير المؤتمر الشعبي ولجانها الشعبية لتنفيذ مايصدره المؤتمر من قرارات)، وتجتمع المؤتمرات الشعبية سنوياً في دورة لوضع جدول الأعمال ودورة لمناقشته ودورة لمناقشة القضايا المحلية في اطار المؤتمر الشعبي الأساسي.

## نظام الحكم

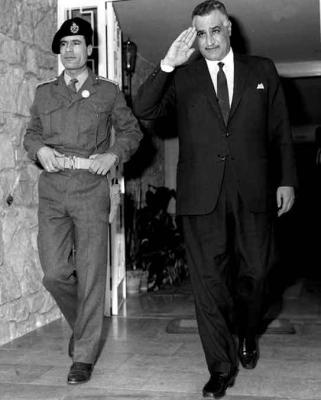
معمر القذافي بالزي العسكري مرافقا جمال عبد الناصر

تحت حكم العقيد معمر القذافي أعلن أن نظام الحكم يسمى (نظام جماهيري) لتصبح تسمية ليبيا الرسمية آنذاك «الجماهيرية العربية الليبية الشعبية الاشتراكية» وأنه «يعتمد على الديمقراطية المباشرة».
الوحدة الأساسية في نظام الحكم الجماهيري هي المؤتمرات الشعبية الأساسية، حيث يوجد مؤتمر في كل حي سكني أو قرية يضم كل المواطنين البالغين سن 18 سنة أو أكثر سواء من الذكور والإناث يلتقون في تجمع يسمى الكومونة الجماهيرية حيث يقسم كل الشعب الليبي على 30 ألف كومونة تضم كل كومونة عدد 100 شخص من الرجال والنساء المقيمين في نفس الحي.المؤتمرات الشعبية الأساسية تنعقد ثلاث مرات في السنة. الاجتماع الأول يخصص عادة لجدول الأعمال المفصل للاجتماعين التاليين. في الاجتماع الثاني يناقش المؤتمر الشعبي الأساسي المواضيع المتعلقة بجدول الأعمال المحلي الداخلي ويصدر القرارات الخاصة به بينما الثالث يختص بالمجالين المحلي والدولي، ويتم في كل جلسة تقديم تقرير من اللجان النوعية المختصة على مانفذ من قرارات وأسباب التأخير والمخصصات المالية المطلوبة للتنفيذ
يكون لكل مؤتمر شعبي أساسي لجنة شعبية (مجلس وزراء محلي) يقوم بتنفيذ قرارات المؤتمر على مستوى الحي، خلال المؤتمر الشعبي الأساسي يتم نقاش المواضيع بالجدول بالجلسة الأولى ويقوم الأعضاء بتحرير القرارات والتصويت عليها، التصويت يتم علناً سواء عن طريق رفع الأيدي أو مباشرة بالصوت.
يُسير جلسات المؤتمر أمانة يتم اختيارها من قبل الحاضرين وتقوم هذه الأمانة بصياغة القرارات كما تشارك الأمانة في جلسات مؤتمر الشعب العام، ومجموع أمانات المؤتمرات واللجان الشعبية والروابط النقابات والاتحادات المهنية تكون مؤتمر الشعب العام.
مؤتمر الشعب العام يقوم باختيار أمانة لتترأس الجلسات وتوقع على القوانين بأمر من المؤتمر وتستلم أوراق اعتماد ممثلي الدول الأجنبية، تتكون من خمسة أعضاء ويختار المؤتمر الأمانة العامة: وتشمل أمين عام وأمين لشؤون المرأة، وأمين لشؤون المؤتمرات الشعبية وأمين لشؤون النقابات والاتحادات المهنية والروابط الحرفية، وأمين للشؤون الخارجية.
كما يختار السلطة التنفيذية (اللجنة الشعبية العامة).
وقد عرف معمر القذافي الجماهيرية:
تعتبر ليبيا أول جماهيرية في التاريخ لتطبيقها هذا النظام منذ إعلان قيام الزعيم معمر القذافي «التخلي عن السلطة واعلان قيام سلطة الشعب» في الثاني من مارس 1977.

### سقوط نظام الجماهيرية
في شهر فبراير 2011 شهدت مدن ليبية احتجاجات ومظاهرات سرعان ماتحولت وبشكل مفاجئ إلى ثورة مسلحة عرفت بثورة 17 فبراير نسبة إلى تاريخ انطلاق الاحتجاجات، لاقى النزاع اهتماما دوليا كبيرا خاصة بعد استخدام الجيش للسلاح لردع الثوار ومنعهم من السيطرة على المزيد من المباني والمؤسسات، وقد استصدر مجلس الأمن قرارا يقضي بفرض منطقة حظر جوي على ليبيا إضافة إلى قصف مؤسسات النظام، تسببت المعارضة المسلحة والمدعومة من حلف الناتو في سقوط النظام وقتل معمر القذافي، وبعد سقوط الجماهيرية عاش الليبيون في حالة من الانفلات الامني الشديد وسيطرة الميليشات على الدولة في ظل الانفلات القانوني.